# دانشگاه دولتی علوم پرورشی خاچاطور آبوویان ارمنستان
دانشگاه دولتی علوم پرورشی خاچاطور آبوویان ارمنستان (ارمنی: Խաչատուր Աբովյանի անվան հայկական պետական մանկավարժական համալսարան, ՀՊՄՀ) (به انگلیسی: Khachatur Abovian Armenian State Pedagogical University) (ASPU) یک دانشگاه و انستیتو آموزش عالی دولتی مستقر در شهر ایروان پایتخت جمهوری ارمنستان می‌باشد. این دانشگاه در زمینه علوم پرورشی و آماده‌سازی کادر آموزشی تخصص دارد و در سال ۱۹۲۲ میلادی بنیانگذاری شده است. نام این دانشگاه از نام نویسنده سده ۱۹ام ارمنستانی خاچاطور آبوویان گرفته شده است. هم‌اکنون پروفسور سرپوهی گئورگیان ریاست دانشگاه را برعهده دارد.

## دانش‌آموختگان سرشناس
- موسس گورگیسیان، قهرمان ملی جمهوری ارمنستان.
- ژیرایر آنانیان، نمایش‌نامنویس.
- هوهانس گالستیان، کارگردان فیلم، نویسنده و تهیه‌کننده.
- آرا گئورگیان، موسیقی‌دان، آهنگساز و تهیه‌کننده.
- استلا گریگوریان، هنرمند.
- هاسمیک هاروتیونیان، خواننده فولک.
- آرامائیس ساهاکیان، شاعر و مترجم.
- آرتور سارگسیان، نقاش و هنرمند.
- داویت غاریبیان، مدل، هنرپیشه، تهیه‌کننده و شومن.
- سیران شاهسوواریان، سخنگوی مطبوعاتی وزارت دفاع جمهوری ارمنستان.
- تاگوهی توماسیان، سیاستمدار.
- آرمینه تر-پطروسیان، (نام هنری Arpi Alto), خواننده، ترانه‌پرداز، موسیق‌دان و تهیه‌کننده موسیقی.

## نگارخانه

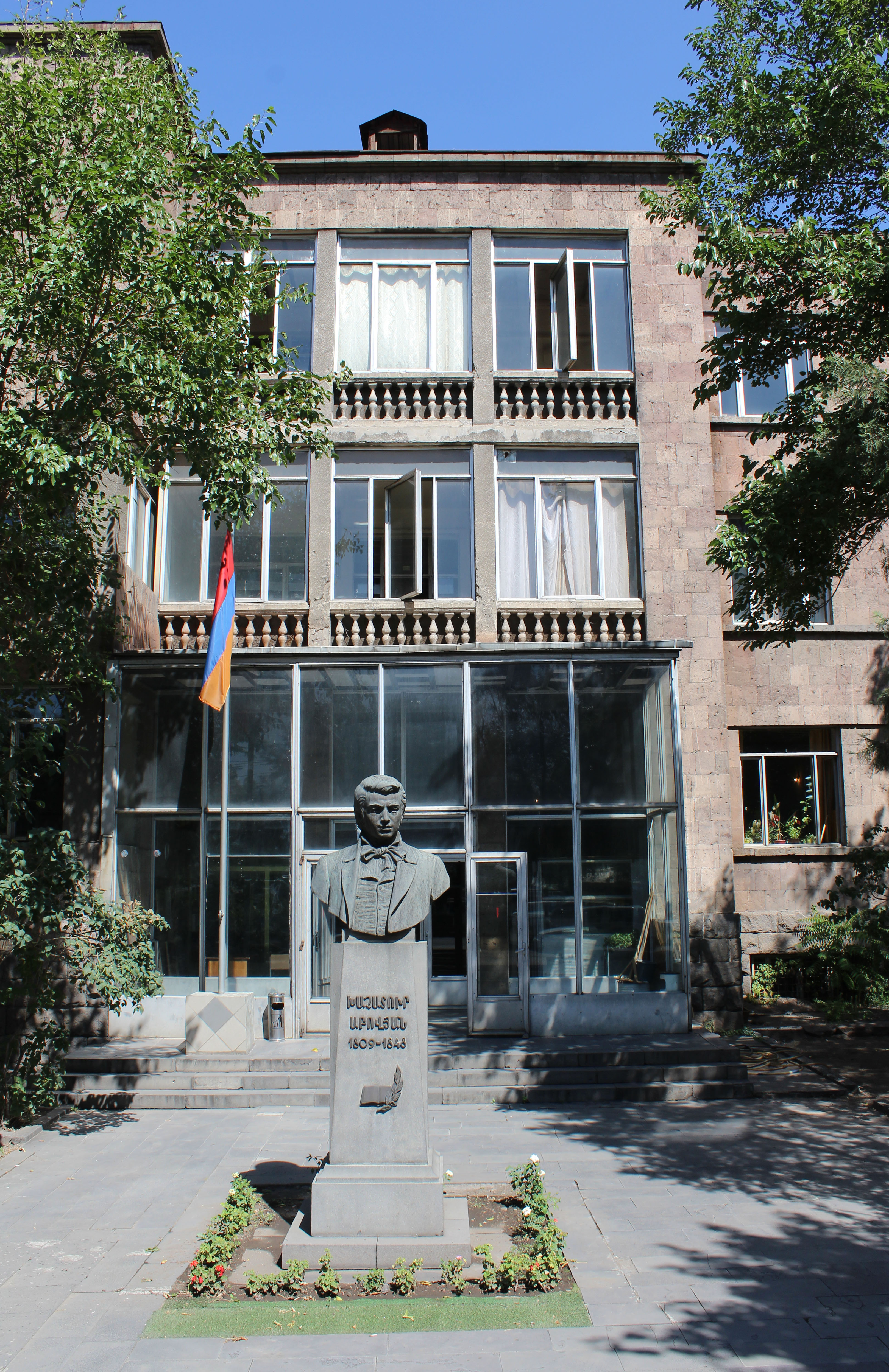
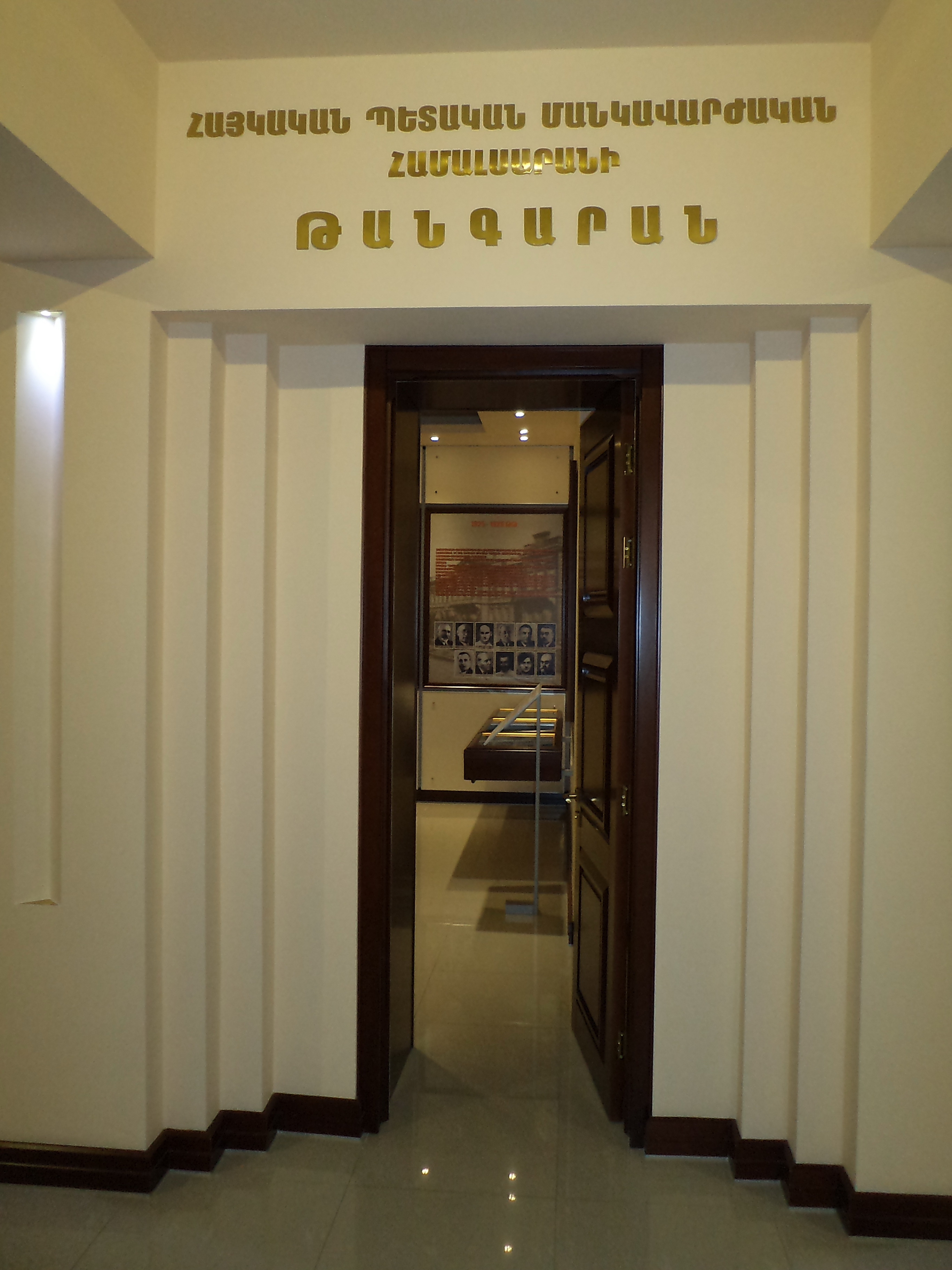
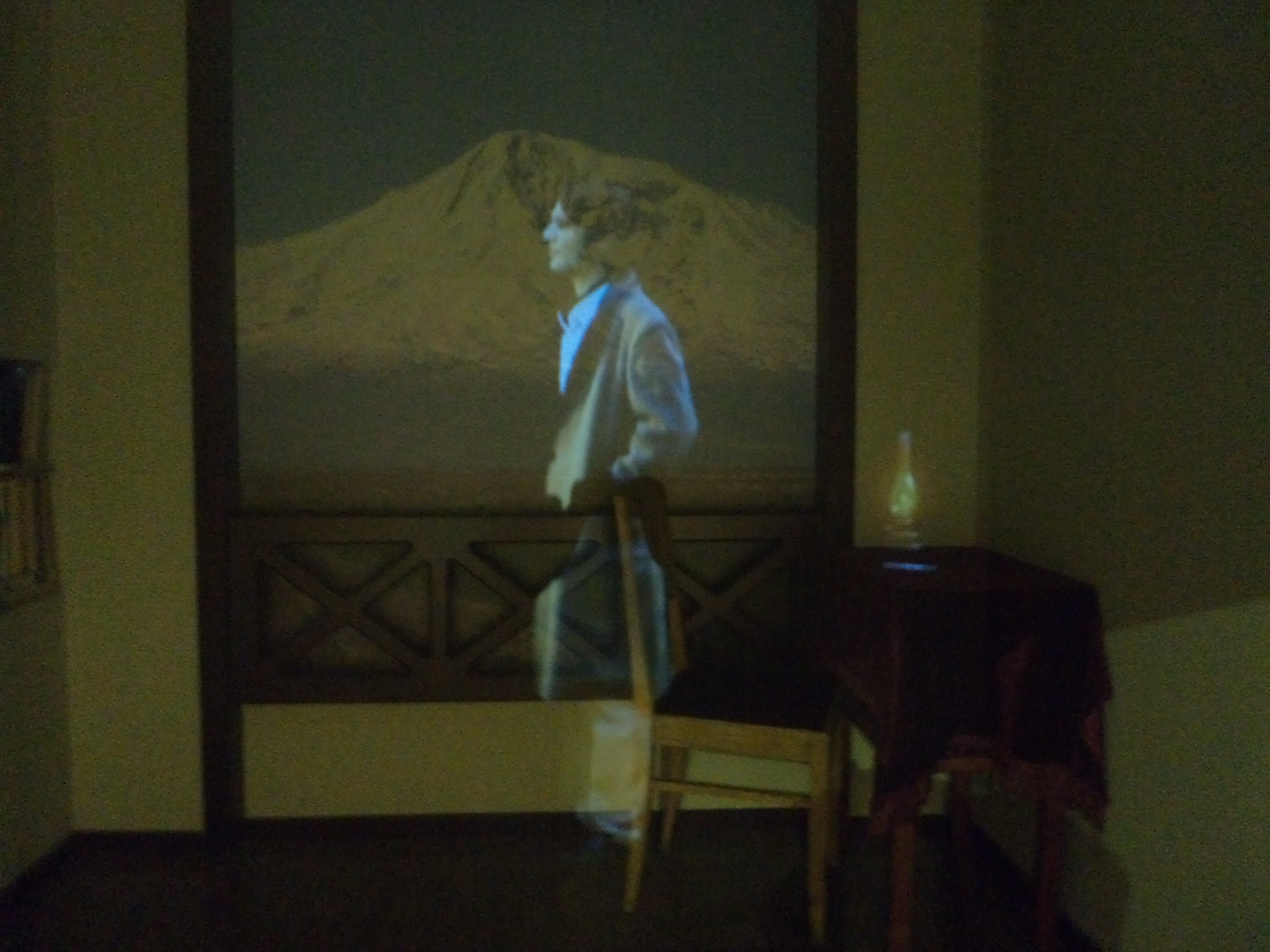